# Adelbert Range jezici
Adelbert Range jezici, naziv za nekadašnju skupinu jezika koja je bila cdio šire skupine Madang-Adelbert Range. Obuhvaćala je (44) jezika, to su:
a. Brahman (4): biyom, faita, isabi, tauya.
b. Josephstaal-Wanang (12):
b1. Josephstaal (7) Papua Nova Gvineja:
a. Osum (1): utarmbung.
b. Pomoikan (3): anam, anamgura, moresada.
c. Sikan (2): mum, sileibi.
d. Wadaginam (1): wadaginam.
b2. Wanang (5) Papua Nova Gvineja:
a. Atan (2): atemble, nend.
b. Emuan (2): apali, musak.
c. Paynamar (1): paynamar.
c. Pihom-Isumrud-Mugil (28):
c1. Isumrud (5) Papua Nova Gvineja: 
a. Dimir (1): dimir.
b. Kowan (2): korak, waskia.
c. Mabuan (2): brem, malas.
c2. Mugil (1) Papua Nova Gvineja: bargam,
c3. Pihom (22) Papua Nova Gvineja:
a. Amaimon (1): amaimon.
b. Kaukombaran (4): maia, maiani, mala, miani.
c. Kumilan (3): bepour, mauwake, moere.
d. Numugenan (6): bilakura, parawen, ukuriguma, usan, yaben, yarawata.
e. Omosan (2): kobol, pal.
f. Tiboran (5): kowaki, mawak, musar, pamosu, wanambre.
g. Wasembo (1): wasembo.

## Vanjske poveznice
- Ethnologue (14th)
- Ethnologue (15th)